# Dacrydium balansae
Dacrydium balansae är en barrträdart som beskrevs av Adolphe-Théodore Brongniart och Jean Antoine Arthur Gris. Dacrydium balansae ingår i släktet Dacrydium, och familjen Podocarpaceae. IUCN kategoriserar arten globalt som livskraftig. Inga underarter finns listade i Catalogue of Life.